# MV Agusta Liberty
L'MV Agusta 50 Liberty  è un ciclomotore costruito dal 1962 al 1968 nello storico stabilimento MV Agusta a Cascina Costa di Samarate.

## Il contesto
Dopo l'entrata in vigore del Nuovo codice della strada, i ciclomotori con cilindrata inferiore a 50 cm³ e velocità massima di 40 km/h erano rimasti gli unici veicoli a motore per locomozione individuale a poter essere utilizzati da persone prive della patente di guida.
Alcune case motociclistiche italiane, vedendo diminuire la loro produzione a causa dell'offerta di automobili utilitarie a basso costo, decisero di cimentarsi nel settore ciclomotoristico, realizzando modelli economici, dotati di raffinati e robusti motori a 4 tempi.

## La moto
I tecnici della MV puntarono sull'aspetto da motociclo, dotando il telaio e la carrozzerie di generose dimensioni. Il "Liberty" veniva offerto negli allestimenti "Turismo" e "Sport", rispettivamente al prezzo di 112.000 e 114.000 Lire, tutto sommato abbastanza economico, in rapporto alla raffinatezza tecnica del motore e della ciclistica.
Il "Liberty" veniva accreditato, nella versione "Codice" di una velocità massima di 40 km/h che saliva a 60 km/h nella versione per l'estero. Inizialmente veniva dichiarato un "visionario" consumo di 1 litro di benzina ogni 100 km, poi portato ad un maggiormente credibile 1,5 litri per 100 km.
Per la seconda serie, prodotta dal 1966, entrambi gli allestimenti furono dotati di ruote da 18" in sostituzione delle originali da 16" e per la sola "Sport" venne adottato il cambio a 4 rapporti, mantenendo il comando a manopola sul manubrio.
Il "Liberty" non rappresentò un grande successo commerciale, ma non fu neppure un fiasco: ne vennero prodotti 5.292 esemplari, di cui 2.000 in allestimento "Turismo" e 3.292 in allestimento "Sport".